# Paecilaema marajoara
Paecilaema marajoara is een hooiwagen uit de familie Cosmetidae.